# اسلام‌آباد (قروه)
اسلام‌آباد، روستایی از توابع بخش سریش‌آباد شهرستان قروه در استان کردستان ایران است.مردم این روستا به زبان ترکی آذربایجانی تکلم می کنند.

## جمعیت
این روستا در دهستان قصلان قرار دارد و براساس سرشماری مرکز آمار ایران در سال ۱۳۸۵، جمعیت آن ۷۹۰ نفر (۹۷ خانوار) بوده‌است.